# 小林西
小林西（こばやしにし）は、大阪府大阪市大正区にある町名。現行行政地名は小林西一丁目および小林西二丁目。

## 地理
大正区の中央部に位置し、東に小林東、南に南恩加島、北に千島と接している。

## 世帯数と人口
2019年（平成31年）3月31日現在の世帯数と人口は以下の通りである。
| 丁目         | 世帯数  | 人口    |
| ------------ | ------- | ------- |
| 小林西一丁目 | 279世帯 | 481人   |
| 小林西二丁目 | 608世帯 | 1,075人 |
| 計           | 887世帯 | 1,556人 |

### 人口の変遷
国勢調査による人口の推移。
| 1995年（平成7年）  | 2,730人 | [ 5 ] |  |
| 2000年（平成12年） | 2,453人 | [ 6 ] |  |
| 2005年（平成17年） | 2,175人 | [ 7 ] |  |
| 2010年（平成22年） | 1,868人 | [ 8 ] |  |
| 2015年（平成27年） | 1,611人 | [ 9 ] |  |

### 世帯数の変遷
国勢調査による世帯数の推移。
| 1995年（平成7年）  | 1,079世帯 | [ 5 ] |  |
| 2000年（平成12年） | 1,089世帯 | [ 6 ] |  |
| 2005年（平成17年） | 979世帯   | [ 7 ] |  |
| 2010年（平成22年） | 861世帯   | [ 8 ] |  |
| 2015年（平成27年） | 752世帯   | [ 9 ] |  |

## 学区
市立小・中学校に通う場合、学区は以下の通りとなる。なお、小学校・中学校入学時に学校選択制度を導入しており、通学区域以外に大正区の小学校・中学校から選択することも可能。
| 丁目         | 番   | 小学校             | 中学校                 |
| ------------ | ---- | ------------------ | ---------------------- |
| 小林西一丁目 | 全域 | 大阪市立小林小学校 | 大阪市立大正中央中学校 |
| 小林西二丁目 | 全域 | 大阪市立小林小学校 | 大阪市立大正中央中学校 |

## 事業所
2016年（平成28年）現在の経済センサス調査による事業所数と従業員数は以下の通りである。
| 丁目         | 事業所数  | 従業員数 |
| ------------ | --------- | -------- |
| 小林西一丁目 | 82事業所  | 1,270人  |
| 小林西二丁目 | 120事業所 | 745人    |
| 計           | 202事業所 | 2,015人  |

## 交通
- 大阪府道173号大阪八尾線（大正通）

## 施設
- 産土神社
- 大阪市環境局 西部環境事業センター
- 大正小林郵便局
- 業務スーパー 大正けいさつ前店

## その他

### 日本郵便
- 〒551-0013[3]（集配局：大正郵便局[13]）